# 太田竜
太田 龍（太田 竜、おおた りゅう、1930年〈昭和5年〉8月16日 - 2009年〈平成21年〉5月19日）は、日本の革命思想家。元日本革命的共産主義者同盟（第四インターナショナル日本支部）委員長。本名、栗原 登一（くりはら とういち）。
樺太豊原町出身。東京理科大学中退。1970年はじめはアイヌモシリ独立運動、終わりごろはエコロジスト運動、自然食（マクロビオティック）や特に自然食運動の始祖桜沢如一の革命理論を取り込んでいき、家畜制度全廃、反米、フリーメイソンやイルミナティのような秘密結社を含む反ユダヤ主義、反国際金融支配となる。その後、人類は爬虫類人によって支配されているという説を取り込んでいる。若い頃からの座右の書は法華経と古事記。

## 経歴

### 共産主義者として
医師・栗原達三郎とトミ（旧姓：小林）の四男として誕生。父方は千葉県印旛郡物井村（現：四街道市物井）に代々続いた漢方医の家系。
1942年、豊原第一尋常小学校入学。このころ、次兄（栗原東洋）がマルクス主義者として逮捕され、北海道帝国大学予科を退学になる。
1944年3月、父母の郷里である千葉県に引き揚げる。旧制千葉県立千葉中学校2年生の頃までには、次兄の蔵書に読み耽った影響で熱心な共産主義者となっていた。戦争末期には級友たちに日本の敗戦を予告したために売国奴と見なされ、運動部の部室でリンチを受けたこともある。
1945年10月に日本共産青年同盟（のちの日本民主青年同盟）に加盟、1947年、日本共産党党員となったが1953年に離党、黒田寛一らとともに1957年に革命的共産主義者同盟（革共同）を結成する。1958年に第四インターナショナル第五回大会に出席し、帰国するなり革共同の全面的な日本社会党への「加入戦術」の採用を提起する。しかしこの提起は拒否され、太田は自身の影響下にあった東京学芸大学と日比谷高校のグループを引き連れて分裂した（いわゆる「革共同第一次分裂」）。
革共同から分裂した太田は、1958年8月に「トロツキスト同志会」（トロ同）を結成。トロ同は全組織を挙げて、日本社会党の地区組織に「加入戦術」を行う。トロ同は、1958年12月に「国際主義共産党」(ICP) に発展解消した。社会党への「加入戦術」による穏健な活動を続けていたICPだが、1960年6月の安保闘争の大高揚に直面した太田は6月22日に突如、独断で「大衆は武装蜂起せよ」と呼びかけるビラをたった一人で御茶ノ水駅頭にて配布する。この独断専行によって、太田はICPから「非組織的な挑発者」として除名される。
しかし1963年、なおも「加入戦術」を続行したICPグループに再び「指導者」として迎え入れられ、1964年に「関西派」と称された西京司、酒井与七らの革命的共産主義者同盟と統一する。1965年に太田が組織決定を経ずして指導した「立川米軍基地内にデモ隊を突入させ、米兵にデモ隊を射殺させることで大衆の憤激を喚起し反米軍基地闘争を全国化させる」ことを目的とした「5.18闘争」が不発に終わり（「十人が射殺される」ことを想定して太田の影響下にあった三多摩社会主義青年同盟のデモ隊が立川基地内に突入したが、結局日本の機動隊に排除されたのみだった）、責任を追及された太田は少数の支持グループを率いて脱党。新たに「第四インターナショナル（ボルシェビキ・レーニン主義派）」（BL派）とその大衆組織である「武装蜂起準備委員会-プロレタリア軍団」を結成するが、この時期から次第にマルクス主義そのものとの決別を開始し1971年に脱党。同党から死刑宣告される。同年頃より竹中労・平岡正明らと3バカゲバリスタ（チェ・ゲバラ信奉者）と呼ばれる仲になり「世界革命浪人」と自称する。しかしこの関係は長続きせず、太田は『現代の眼』1972年12月号に「「三馬鹿ゲバリスタ」への訣別状」を発表し平岡・竹中を批判、両者との決別を宣言している。
1974年に三菱重工爆破事件などの連続企業爆破事件を起こした東アジア反日武装戦線に思想的影響を与えた。公安警察は太田を東アジア反日武装戦線のメンバーとして捜査していたが、太田の潔白が証明された。公安警察は太田の思想的人脈のどこかにメンバーがいると推理し、芋づる式に東アジア反日武装戦線のグループ全体が把握されていった。なお、この時公安警察に拘束された直接の容疑は北海道静内町（現在の新ひだか町）にあるアイヌの英雄シャクシャイン像の台座を傷つけたシャクシャイン像事件によるものであったが、この件で裁判所から執行猶予のついた有罪判決が言い渡されている。

### アイヌ解放論者として
1971年、記録映画『アイヌの結婚式』（姫田忠義監督）に感動。このことが契機で、1972年にはアイヌ革命論者となり、北海道庁爆破、白老町長および北海道知事に「死刑執行」を宣告（ただし実行犯とは別）。
1972年にはアイヌ解放同盟を結成したアイヌの結城庄司と知り合い、上記のシャクシャイン像事件や同じ年に札幌で開かれた日本人類学会・民族学会連合大会で壇上を占拠して公開質問状を読み上げた事件には結城と同行している。しかし、その後結城はアイヌ革命論を批判する立場に転じ、シャクシャイン像事件による逮捕（結城は起訴猶予処分）後は結城と太田は互いに相手を批判・侮辱する論説を発表して絶縁した。
1974年、シャクシャイン像事件の報道中で、太田は著書を通じて「人民志願者」を募りアイヌ像や開拓記念碑などの損壊、イタズラ行為を担わせていたこと。また、情報宣伝機関である「アイヌ革命情報部」を設けて道内のアイヌや解放運動組織を回り、武装闘争を呼び掛けていたことが明らかにされている。

### 環境保護論者として
また太田は、国際環境保護団体グリーンピースの日本事務所「グリーンピース・ジャパン (GPJ)」の設立（1989年）より前に、一時期「グリーンピース（の日本支部）」を名乗っており、週刊誌などにもその肩書きで登場したことがあったが、設立前であったため、許可を得て名乗っていたわけではなく、また主張する内容も環境保護運動など、グリーンピースの主張とは全く関係なかった（この頃に太田竜と大喧嘩をしアンチ・グリーンピースになった者に雁屋哲などがいる）。
太田は日本みどりの党（略称「みど党」）と言う名の環境政党を結成させたが、党内で路線対立が生じた為、新たに日本みどりの連合（にほんみどりのれんごう、略称「みど連」）を結成させて党は二つの政治団体に分裂した（後に「みどりといのちのネットワーク」として再統合）。
1986年の第14回参議院選挙で、日本みどりの連合公認で比例区から出馬するが落選。1987年の東京都知事選挙にも日本みどりの連合から立候補したが落選した。1990年の第39回総選挙には地球維新党を率いて東京1区から立候補するも落選。1992年参院選でも候補を擁立（自らは立候補せず）するも落選。1993年の第40回総選挙では、雑民党公認で本名の栗原登一で東京5区から立候補するも落選。以降は選挙に立候補しなくなった。ちなみに、雑民党代表の東郷健は、1990年の総選挙では地球維新党公認で立候補している（落選）。
土着革命論、「人類独裁の打倒によるゴキブリの解放・ネズミの解放・ミミズの解放を！」（『日本エコロジスト宣言』）と種差別撤廃を訴える「エコロジー主義」などを主張した。

### 陰謀論者として
1993年、戦前に若宮卯之助慶大教授を中心として活動し解散に追い込まれた「国際政経学会」の生き残りと知り合い、半年のユダヤ陰謀説の勉強の後、陰謀論に目覚めたという。
国際政経学会の最後の継承者を宣言し、陰謀論者に転向した後は太田 龍の表記を用い、『週刊日本新聞』編輯主幹をつとめた。なお、「転向後」は白老町長襲撃事件の実行犯に対して、自分とは関係ないことを表明している。
「天寿学会」「文明批判学会」「歴史修正研究所」「宇宙戦略研究所」主宰、「地球維新連盟」会長、日本動物実験廃止協会役員を称していた。
晩年はユダヤ陰謀説というよりも、フリーメーソンなどの組織を陰謀の主体と考える傾向が強まっていた。その思想の三本柱は陰謀論；国粋主義、伝統主義；自然食、家畜制度の全廃であり、靖国神社に参拝していた。
基本的に独学の人であり、一日16時間近く勉強していた。一日に一冊、英語の洋書を読むほどの英語力を持っていた。
ジョン・コールマン、ユースタス・マリンズ、デイビッド・アイクなどの著書を数多く翻訳している。
「ユダヤ・ネットワークが世界を裏で支配している」と主張する反ユダヤ主義およびユダヤ陰謀論の日本における代表的論客の一人であった。太田当人は「私のことを主張が転々としている、と言う者がいるが、私は一貫して『反米』なのだ」と語っていた。
一方、著書『UFO原理と宇宙文明』では、「恒星や惑星を動かしている莫大なエネルギーはどこから出て来るのか。地球のどこを調べても、べつに、ロケット燃料がついているわけでもなく、ジェットエンジンや、プロペラがついているわけでもない。（中略）UFOをつくり、運行している異星人は、この天体運行のエネルギーを発見し、それを応用している、と考えられないか」と述べており、と学会の『トンデモ本の世界』では「太田は慣性の法則を理解していないのではないか」と指摘されている。
テレビをイルミナティによる洗脳の道具と見なし、「白痴製造機」と呼んでいた。
陰謀論の他の著者を批判する傾向があった。ベンジャミン・フルフォードのことは高く評価しており共著を出すほどだったが、フルフォードがデイビッド・アイクを批判したことがきっかけで仲違いした。イルミナティの走狗（イルミナティに利用されている人物）としてフルフォードの他に中丸薫・安部芳裕・副島隆彦・鬼塚英昭の5人を挙げていたが、当の副島はそれに対して強く反論していた。フルフォードは太田の死後に批判し返すようなことはなく、むしろ太田の生前の功績を評価し「太田の意思を引き継いでいこう」と発言した。

### 自然食
父親が医師であったことや、目を悪くしたときに東洋医学で治療したことなどから、東洋医学や自然食にも関心を持っていた。また家畜制度全廃を主張していた。

### 最晩年
最晩年は岡潔の思想研究に没頭した。

### 死去
2009年5月19日腹膜炎のため死去。
2009年12月以降、毎年5月と12月に「太田龍氏を偲ぶ会」が開催されている。
2015年5月19日の七回忌に『永遠の革命家・太田龍追憶集』が刊行される（週刊日本新聞Webサイト、太田文庫北海道Webサイト 等参照）。
2018年2月28日『西郷隆盛とイルミナティの秘密戦争』刊行される。成甲書房ISBN 978-4-88086-366-5

### 後世への影響
2020年に設立された政党である参政党の政治理念（反グローバリズム、エコロジー運動など）と太田龍の思想の類似性が指摘されている。

## 著書

### 共産主義関連
- 『日本革命の根本問題』風媒社、1969年6月30日。
- 『アイヌ革命論 : ユーカラ世界への<退却>』アイヌ共和国情報部、1973年12月16日。
- 『再び、辺境最深部に向って退却せよ!』話の特集、1978年3月20日。
- 『世界革命への道』新泉社、1978年6月16日。
- 『宗教と革命』新泉社、1980年6月1日。
- 『革命思想の扉を開く : 現代思想家入門』流動出版、1980年6月18日。
- 『いのちの革命』現代書館、1980年8月。ISBN 4-7684-5526-3。
- 『何から始めるべきか』風濤社、1981年2月25日。
- 『性の革命』現代書館、1982年1月。
- 『日本原住民と天皇制』新泉社、1982年4月16日。
- 『日本原住民史序説』新泉社、1982年4月16日。
- 『琉球弧独立と万類共存』新泉社、1983年5月16日。
- 『日本の食革命家たち』柴田書店〈シリーズ食生活の再発見 ; 4〉、1984年3月。
- 『私的戦後左翼史 : 自伝的戦後史 1945-1971年』話の特集、1985年6月10日。
- 『家畜制度全廃論序説 : 動物と人間は兄弟だった』新泉社、1985年11月16日。

### 陰謀論関連
- 『UFO原理と宇宙文明 : 21世紀科学への展望』日経企画出版局、1991年6月。ISBN 4795247552。
- 『ユダヤ七大財閥の世界戦略 : 世界経済を牛耳る知られざる巨大財閥の謎』日本文芸社、1991年12月。ISBN 453702268X。
- 『ユダヤ世界帝国の日本侵攻戦略 : 列島支配を目論む「陰の帝国」を暴く!!』日本文芸社、1992年7月。ISBN 4537023007。
- 『いま、日本が危ない!! : ユダヤの日本民族滅亡の大陰謀を暴く!! ユダヤ禍入門』日経企画出版局、1992年7月。
- 『ユダヤ=バチカンの世界支配戦略 : 宿敵カトリックを内部から崩壊させ人類家畜化を企む陰の帝国を撃つ!』日本文芸社、1993年5月。
- 『大前研一を斬る : 「ユダヤの手先」「国賊」』泰流社、1993年6月。ISBN 4812100402。
- 『ユダヤ＝フリーメーソンの世界支配の大陰謀』泰流社、1993年9月。ISBN 4812100496。
- 『国賊池田大作「創価学会」を斬る : ユダヤ悪魔教に日本を売る』泰流社、1993年11月。ISBN 4812100569。
- 『ユダヤ問題入門』泰流社、1994年1月。ISBN 4812100593。
- 『ユダヤの日本占領計画』荒地出版、1994年4月。ISBN 4752100797。
- 『ユダヤの日本侵略450年の秘密 ザビエルの日本上陸から自民党崩壊まで ここまで進んでいる日本民族抹殺計画』日本文芸社、1994年7月。ISBN 4537024186。
- 『ユダヤの謀略 : 世界革命運動の秘密』泰流社、1995年2月。ISBN 4812101077。
- 『闇の世界超政府の極秘戦略 : クラブ・オブ・ジ・アイルズ 日本の金融崩壊を謀る英国寡頭権力の正体』日本文芸社、1996年3月。
- 『日本型文明の根本原理 : 美しき日本よ、甦れ』泰流社、1996年11月。
- 『猶太国際秘密力』雷韻出版、1999年7月。
- 『血塗られた英国王室 : ダイアナ暗殺とユダヤの謎』雷韻出版、1999年11月。
- 『ユダヤ・キリスト教VSイスラム : <米国同時多発テロ>の真相がわかる : 監獄の一神教が世界犯罪を行なってきた!』2001年11月。ISBN 978-4879195814。
- 『天皇破壊史』成甲書房、2002年6月。ISBN 4880861324。
- 『縄文日本文明一万五千年史序論』成甲書房、2003年7月20日。ISBN 4880861499。
- 『長州の天皇征伐 : 日本の〈悲劇〉はすべてここから始まった』成甲書房、2005年11月5日。ISBN 4880861898。
- 『地球の支配者は爬虫類人的異星人である』成甲書房、2007年9月30日。ISBN 4880862193。
- 『代表的縄文日本人』（未完）第二章～第七章まで冊子版として出版予定。太田文庫北海道Webサイト管理人のページ参照。
- 『苗代清太郎国学入門』（冊子版）太田文庫北海道Webサイト管理人のページ参照。
- 『たべもの学入門』～『たべもの学 第十三部』（冊子版）太田文庫北海道Webサイト管理人のページ参照。
- 『評伝 胡蘭成』（冊子版）太田文庫北海道Webサイト管理人のページ参照。
- 『松居桃樓序説』（冊子版）太田文庫北海道Webサイト管理人のページ参照。
- 『桜沢如一紀行』（冊子版）太田文庫北海道Webサイト管理人のページ参照。
- 2003年～2009年3月までの日本義塾公開講義ＣＤ太田文庫北海道Webサイト参照。

### 自然食関連
- 『自然食』現代書館〈For beginnersシリーズ〉、1984年7月。
- 『たべもの学入門』緑光出版、1987年3月。
- 『天寿への自然医学 : 評伝・森下敬一』柏樹社、1988年4月。

### 共著
- 佐伯陽介『革命理論の革命 : マルクス=レーニン主義批判』新泉社、1979年9月16日。
- 船井幸雄『日本人が知らない「人類支配者」の正体』ビジネス社、2007年9月。ISBN 4828413804。
- ベンジャミン・フルフォード『まもなく日本が世界を救います : ベン&龍10の緊急提言』成甲書房、2007年12月4日。ISBN 978-4880862248。
  - ほか多数

## 訳書

### ジョン・コールマン
- 『300人委員会 : 「世界人間牧場計画」の準備はととのった!!』ベストセラーズ、1999年5月。ISBN 458418397X。
- 『欺瞞の外交 続・300人委員会』雷韻出版、2000年3月。ISBN 4947737131。
- 『ワンワールド : 人類家畜化計画』雷韻出版、2000年6月。ISBN 494773714X。
- 『300人委員会 凶事の予兆』成甲書房、2000年7月。ISBN 4880861065。
- 『300人委員会バビロンの淫婦』成甲書房、2001年4月。ISBN 4880861162。
- 『「300人委員会」ジョン・コールマン博士の迫る破局生き延びる道』成甲書房、2001年12月10日。ISBN 488086126X。
- 『真珠湾日本を騙した惡魔』成甲書房、2002年5月10日。ISBN 4880861316。
- 『9・11 アメリカは巨大な嘘をついた : 「300人委員会」ジョン・コールマン博士の』成甲書房、2002年8月20日。ISBN 4880861359。
- 『秘密結社全論考 上巻』成甲書房。ISBN 4880861391。
- 『秘密結社全論考 下巻』成甲書房、2002年12月。ISBN 4880861405。
- 『石油の戦争とパレスチナの闇』成甲書房、2003年6月10日。ISBN 4880861480。
- 『9・11陰謀は魔法のように世界を変えた』成甲書房、2003年9月5日。ISBN 4880861529。
- 『第3次世界大戦 : 最強アメリカvs不死鳥ロシア』成甲書房、2005年5月5日。ISBN 4880861812。
- 『鳥インフルエンザの正体 : 全世界に死と恐怖をもたらす遺伝子操作ウイルス』成甲書房、2006年1月。ISBN 4880861944。
- 『タヴィストック洗脳研究所 : 情報操作・世論誘導・社会変革、心理をあやつる「見えない政府」』成甲書房、2006年3月30日。ISBN 4880861960。
- 『ロスチャイルドの密謀 : 世界最大のタブー』成甲書房、2007年1月30日。ISBN 4880862096。
- 『300人委員会 上 (支配される世界) 新版』成甲書房、2008年7月2日。ISBN 978-4880862293。
- 『300人委員会 下 (陰謀中枢の正体) 新版』成甲書房、2008年7月15日。

### ほか
- アレクサンドラ・ロビンス『スカル&ボーンズ : 秘密クラブは権力への通路』2004年12月25日。ISBN 4880861731。
- ウィリアム・G・カー『教科書が絶対に教えない闇の世界史』成甲書房、2005年1月25日。ISBN 488086174X。
- デーヴィッド・アイク『大いなる秘密 上 (爬虫類人)』三交社、2000年8月。ISBN 978-4879191458。
- デーヴィッド・アイク『大いなる秘密 下 (世界超黒幕)』三交社、2000年10月。ISBN 978-4879191465。
- マイケル・コリンズパイパー『ケネディとユダヤの秘密戦争 : JFK暗殺の最終審判』2006年5月1日。ISBN 4880861979。
- W・クレオン・スクーセン『世界の歴史をカネで動かす男たち: 国際エスタブリッシュメントの金融支配』成甲書房、2005年8月。ISBN 4880861855。
- ユースタス・マリンズ『カナンの呪い : 寄生虫ユダヤ3000年の悪魔学』成甲書房、2004年2月25日。ISBN 488086160X。
- リンドン・ラルーシュ、EIR誌『獣人ネオコン徹底批判』成甲書房、2004年5月20日。ISBN 4880861642。